# Parafia Matki Bożej Różańcowej w Katowicach
Parafia Matki Bożej Różańcowej w Katowicach-Zadolu – parafia rzymskokatolicka w katowickiej dzielnicy Ligota-Panewniki, w dekanacie Katowice Panewniki, w archidiecezji katowickiej. Liczy około 8,5 tys. wiernych.

## Nowy kościół

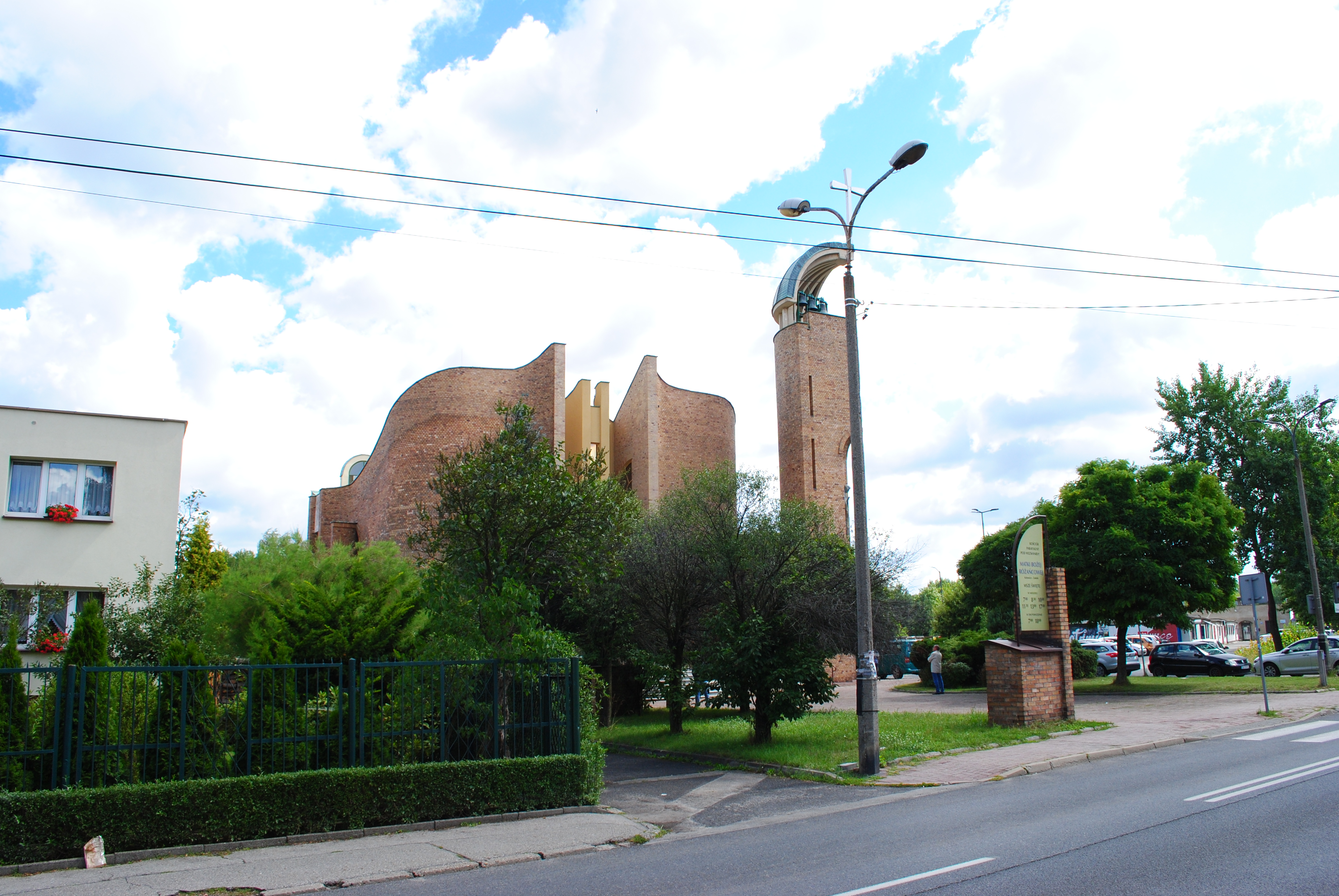
Kościół parafialny (2022)

W styczniu 1983 roku biskup Herbert Bednorz zgodził się na budowę kościoła w tej części Katowic. Dotychczas kościół w Ochojcu, najbliższy dla mieszkańców osiedla Zadole znajdował się w odległości pół godziny marszu. Funkcję organizatora nowej parafii i budowniczego nowego obiektu sakralnego powierzono ks. Zygmuntowi Klosemu, ówczesnemu wikariuszowi parafii w Rudzie Śląskiej – Goduli. W kwietniu 1983 roku dokonał on razem z kanclerzem kurii diecezjalnej wizji lokalnej na terenie przyszłej parafii. Przy wyborze miejsca na budowę kościoła pojawiły się pewne trudności, bowiem wybrane, najlepsze z możliwych miejsc - centralna część Osiedla – zostało natychmiast zagospodarowane w inny sposób przez Urząd Miejski w Katowicach. Kolejny zaś wybór miejsca, który wydawał się słuszny i ostateczny, został udaremniony zastrzeżeniami zgłoszonymi przez urząd gazowniczy i górnictwo. Rozstrzygnięcie lokalizacji zapadło dopiero w lipcu 1983 roku, kiedy to zdecydowano umieścić plac budowy pomiędzy dwoma osiedlami przy ulicy Zadole. Ksiądz Zygmunt Klose wielokrotnie odwiedzał Urząd Miejski w celu uzyskania różnego rodzaju zezwoleń i decyzji. Od marca do czerwca 1984 roku trwały prace budowlane przy wznoszeniu tymczasowej kaplicy. Jej poświęcenia dokonał 2 czerwca biskup Herbert Bednorz. W dwa miesiące później, 19 sierpnia 1984 erygował nową parafię na Zadolu. W 1992 roku kościół został poświęcony.

## Duszpasterstwo
Jesienią 1985 roku rozpoczęto prace przy budowie nowego kościoła. Po kilkuletniej budowie, 25 marca 1992 roku biskup Damian Zimoń konsekrował kościół. W czerwcu 1994 rozpoczęto prace przy budowie nowego probostwa. W grudniu 2001 roku ukazał się pierwszy numer czasopisma Parafii zatytułowany „U Maryi Różańcowej na Zadolu” (obecnie „Miriam”). 8 września 2002 roku  została otwarta biblioteka parafialna.  Od 1986 roku odbywają się parafialne pielgrzymki do Piekar Śląskich, a od roku 2002 ruszyły zorganizowane pielgrzymki do Sanktuarium Matki Bożej Fatimskiej w Turzy Śląskiej. W parafii aktywnie działają różnorodne ruchy i stowarzyszenia: Żywy Różaniec, Zespół Charytatywny, Grupa Budowniczych Kościoła, III Zakon franciszkański, Grupa Biblijna Dorosłych, Oaza Rodzin i Krąg Przyjaciół Kapłanów „Betania”, Ruch Światło-Życie, Wspólnota Misyjna, Wspólnota Świętego Krzyża i Dzieci Maryi. Od 2002 roku w parafii trwa akcja wydawania śniadań dzieciom, pochodzącym z ubogich rodzin. Członkowie Wspólnoty Świętego Krzyża prowadzą kolportaż prasy katolickiej i dyżurują w Bibliotece Parafialnej, a dzieciom z ubogich rodzin udzielają za darmo korepetycji z rozmaitych przedmiotów.

## Proboszczowie
- ks. Zygmunt Klose 1984–2016
- ks. Piotr Kluczka 2016–2022
- ks. prof. Ireneusz Celary (administrator) 2022–2023[2]
- ks. Tomasz Marecik (administrator) od 2023[2][3]